# Operação Caça ao Tesouro
Operação Caça ao Tesouro foi uma operação da Polícia Federal do Brasil deflagrada em 18 de março de 2025 para desarticular uma organização criminosa especializada em cometer fraudes contra o Instituto Nacional do Seguro Social (INSS), por meio de um esquema articulado para a obtenção de valores mediante saques ilegais de benefícios previdenciários. A operação foi deflagrada com cumprimento de mandados de busca e apreensão. Nove pessoas foram presas na operação. O prejuízo causado pela quadrilha chega a 50 milhões de reais.